# Светлина (община Димитровград)
Светлина́ (болг. Светлина) — село в Хасковській області Болгарії. Входить до складу общини Димитровград.

## Населення
За даними перепису населення 2011 року у селі проживала 61 особа, з них 56 осіб (98,2%) — болгари.
Розподіл населення за віком у 2011 році:
Динаміка населення: